# 増井禎夫
増井 禎夫（ますい よしお、1931年1月1日 - 2024年4月18日）は、日本生まれでカナダ国籍の細胞生物学者。トロント大学名誉教授、王立協会フェロー。
1971年、カエル卵の卵母細胞から卵成熟を引き起こす卵成熟促進因子（maturation promoting factor, MPF）を発見。MPF は後に普遍的かつ中心的な細胞周期の制御因子であることが判明し、1980年代後半からのこの分野の爆発的な発展に大きく貢献した。

## 略歴
- 1931年 - 京都府に生まれる。
- 京都二中から京都一中特別科学学級へ転校、三高を経て、
- 1953年 - 京都大学理学部生物学科卒業
- 1955年 - 京都大学大学院理学研究科修士課程修了
- 1955年 - 甲南大学理学部生物学科助手
- 1958年 - 甲南大学理学部生物学科講師
- 1961年 - 京都大学より理学博士号を取得。
- 1965年 - 甲南大学理学部生物学科助教授
- 1966年 - アメリカ合衆国、イェール大学留学。
- 1969年 - カナダ、トロント大学準教授
- 1978年~1997年 - カナダ、トロント大学教授
- 1997年 - カナダ、トロント大学名誉教授
- 2024年4月18日に死去[3]。

### 受賞歴
- 1990年 - マニング・イノベーション賞
- 1992年 - ガードナー国際賞
- 1998年 - アルバート・ラスカー基礎医学研究賞

## 業績
- 卵成熟促進因子 (MPF) の発見[2]。
- 細胞分裂抑制因子 (CSF: cytostatic factor) の発見[4]。
- カエル卵抽出液（無細胞系）の開発[5]。

## 引用文献
1. ↑  生命誌研究館サイエンティストライブラリー特別編：増井禎夫
2. 1 2  Masui Y, Markert CL (1971). “Cytoplasmic control of nuclear behavior during meiotic maturation of frog oocytes”. J. Exp. Zool. 177 (2):  129-145. PMID 5106340.
3. ↑  “Remembering Yoshio Masui, renowned cell biologist and longtime U of T professor | University of Toronto” (英語). csb.utoronto.ca (2024年4月24日). 2024年5月9日閲覧。
4. ↑  Masui Y (1971). “A cytostatic factor in amphibian oocytes: its extraction and partial characterization”. J. Exp. Zool. 187 (1):  141-147. PMID 4543897.
5. ↑  Lohka MJ, Masui Y (1983). “Formation in vitro of sperm pronuclei and mitotic chromosomes induced by amphibian ooplasmic components”. Science 220:  719-721. PMID 6601299.